# 大字木屋瀬
大字木屋瀬（おおあざこやのせ）は福岡県北九州市八幡西区の大字。住居表示未実施。郵便番号は807-1261。

## 地理
八幡西区の南部南西端に位置し、北に大字楠橋，楠橋西，東から南に木屋瀬に接し、遠賀川を挟んで西に直方市と接する。

### 河川
- 一級河川 遠賀川

## 地域の特徴
かつて鞍手郡木屋瀬村と呼ばれていた地域のうち、宅地化されずに残った地域である。大半は町域の中央を横断する山陽新幹線および町域の南部を横断する九州自動車道の敷地となっている。町域の西部を、遠賀川と並行して県道73号直方水巻線が山陽新幹線，九州自動車道の高架下を通る。町内の北東部には笹尾公園がある。

## 歴史

### 沿革
- 1878年（明治11年）11月1日 - 郡区町村編制法の福岡県での施行により、行政区画としての鞍手郡が発足。鞍手郡木屋瀬村となる。
- 1889年（明治22年）4月1日 - 町村制施行により、木屋瀬村，野面村，笹田村，金剛村の4村が合併し、木屋瀬村が発足。合併前の木屋瀬村は合併後の木屋瀬村大字木屋瀬となる。
- 1898年（明治31年）9月2日 - 木屋瀬村が町制施行し木屋瀬町が発足。木屋瀬村大字木屋瀬は木屋瀬町大字木屋瀬となる。
- 1955年（昭和20年）4月1日 - 木屋瀬町が八幡市に編入。木屋瀬町大字木屋瀬は八幡市大字木屋瀬となる。
- 1963年（昭和38年）2月1日 - 八幡市、戸畑市、小倉市、若松市、門司市の5市が合併し、北九州市が発足。八幡市大字木屋瀬は北九州市八幡区大字木屋瀬となる。
- 1963年（昭和38年）4月1日 - 北九州市が政令指定都市に指定され、八幡区、戸畑区、小倉区、若松区、門司区の5区を設置。北九州市八幡区大字木屋瀬は北九州市八幡区大字木屋瀬となる。
- 1974年（昭和49年）4月1日 - 八幡区が八幡西区と八幡東区に分かれ、北九州市八幡西区大字木屋瀬となる[4]。
- 1988年（昭和63年）6月1日 - 大字木屋瀬の一部が木屋瀬一丁目 - 五丁目，真名子一丁目 - 二丁目になる[5]。
- 2020年（令和2年）8月1日 - 大字木屋瀬の一部が木屋瀬東一丁目になる[6]。

## 世帯数と人口
2025年（令和7年）3月31日現在（北九州市発表）の世帯数と人口は以下の通りである。
| 大字       | 世帯数 | 人口 |
| ---------- | ------ | ---- |
| 大字木屋瀬 | 20世帯 | 22人 |

### 人口の変遷
国勢調査による人口の推移。
| 1995年（平成7年）  | -人 | [ 7 ]  |  |
| 2000年（平成12年） | -人 | [ 8 ]  |  |
| 2005年（平成17年） | -人 | [ 9 ]  |  |
| 2010年（平成22年） | -人 | [ 10 ] |  |
| 2015年（平成27年） | -人 | [ 11 ] |  |
| 2020年（令和2年）  | -人 | [ 12 ] |  |

### 世帯数の変遷
国勢調査による世帯数の推移。
| 1995年（平成7年）  | -世帯 | [ 7 ]  |  |
| 2000年（平成12年） | -世帯 | [ 8 ]  |  |
| 2005年（平成17年） | -世帯 | [ 9 ]  |  |
| 2010年（平成22年） | -世帯 | [ 10 ] |  |
| 2015年（平成27年） | -世帯 | [ 11 ] |  |
| 2020年（令和2年）  | -世帯 | [ 12 ] |  |

## 学区
市立小・中学校に通う場合、学区は以下の通りとなる。
| 大字       | 番地 | 小学校                 | 中学校                 |
| ---------- | ---- | ---------------------- | ---------------------- |
| 大字木屋瀬 | 全域 | 北九州市立木屋瀬小学校 | 北九州市立木屋瀬中学校 |

## 交通

### 道路
- 九州自動車道
- 県道73号直方水巻線

## 施設

### 公園
- 笹尾公園